# 皮科馬約縣
皮科馬約縣（西班牙語：Departamento Pilcomayo），是阿根廷的縣份，位於該國東北部福爾摩沙省，首府設於克洛林達，北面與巴拉圭接壤，面積5,342平方公里，2010年人口85,024，人口密度每平方公里14.6人。